# Apteryx littoralis
Apteryx littoralis és una espècie extinta de kiwi de l'Illa del Nord de Nova Zelanda. L'espècie es va descriure per primera vegada el 2021 basant-se en l'holotip (NMNZ S.36731), un tarsometatars complet esquerre que es va trobar a la Formació Rangitikei envellida del Plistocè inferior (sorra de pedra tosca de Kaimatira).
A. littoralis és el segon registre de kiwis més antic conegut fins ara i també és l’única espècie extingida coneguda que pertany al gènere Apteryx i és una de les dues espècies de kiwi extingides conegudes, l'altra és Proapteryx micromeros. A. littoralis s'assembla més a A. rowi i A. mantelli per mida i forma, però difereix per ser més gros, amb els extrems proximals i distals proporcionalment més estrets. A. littoralis també era probable que tingués la mateixa mida que A. mantelli, cosa que el feia al voltant dels 40 cm d'alçada quan estava completament crescut. Basant-se en això, A. littoralis demostra una morfologia relativament conservadora del kiwi des del pleistocè mitjà.